# Lepidozona reevei
Lepidozona reevei är en blötdjursart som beskrevs av Kaas och Van Belle 1987. Lepidozona reevei ingår i släktet Lepidozona och familjen Ischnochitonidae. Inga underarter finns listade i Catalogue of Life.